# Canthidium macroculare
Canthidium macroculare là một loài bọ cánh cứng trong họ Bọ hung (Scarabaeidae).